# Ouerre
För andra betydelser, se Ouerre (olika betydelser).
Ouerre är en kommun i departementet Eure-et-Loir i regionen Centre-Val de Loire strax norr om centrala Frankrike. Kommunen ligger i kantonen Dreux-Est som tillhör arrondissementet Dreux. År 2022 hade Ouerre 785 invånare.

## Befolkningsutveckling
Antalet invånare i kommunen Ouerre
Referens:INSEE